# 프리드리히 니체의 영향과 반응

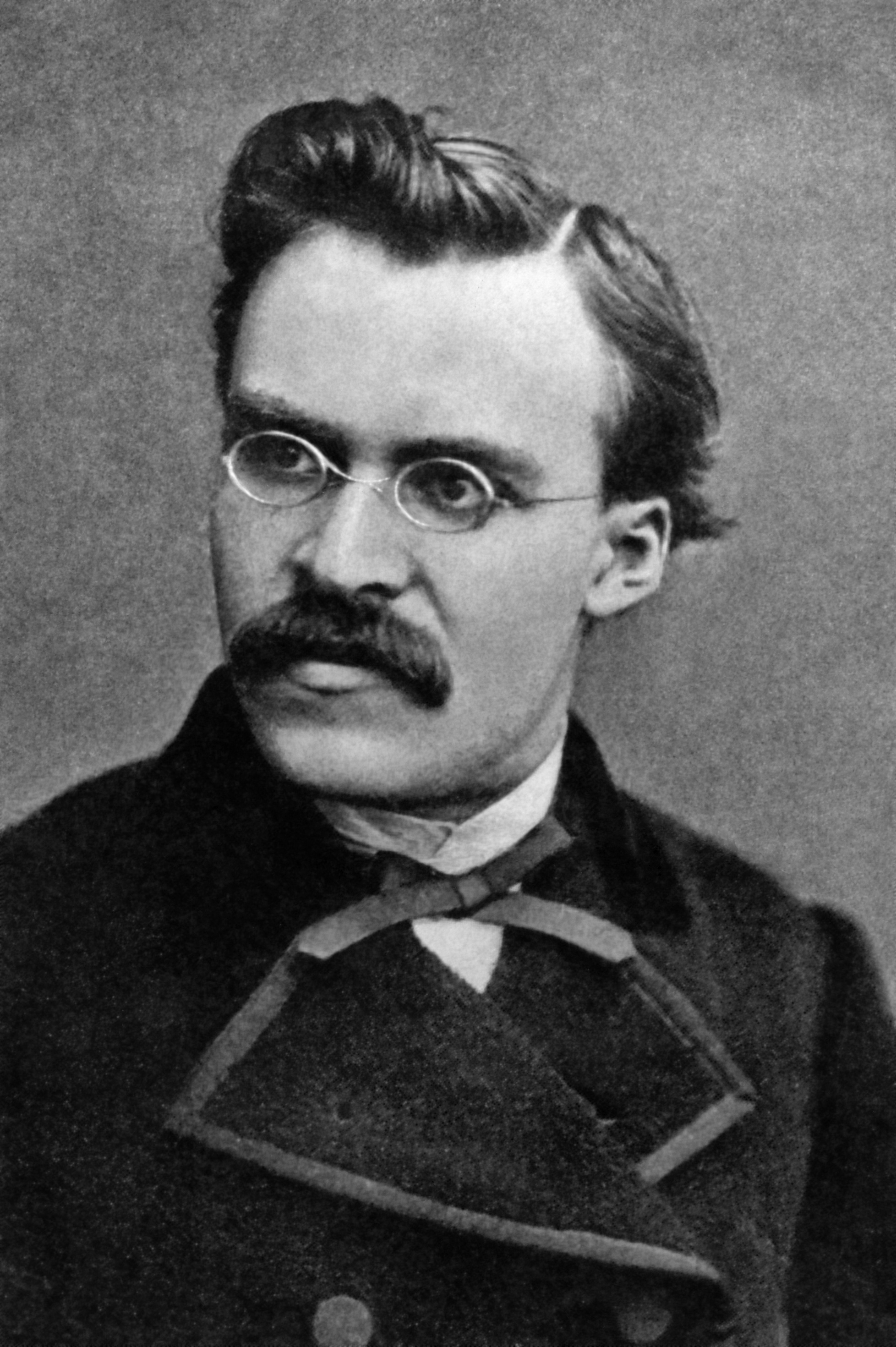
1869년의 니체

프리드리히 니체의 영향과 수용은 매우 다양했으며, 대략적으로 여러 연대기적 기간으로 나눌 수 있다. 반응은 전혀 획일적이지 않았고 다양한 이념의 지지자들은 그의 작품을 아주 일찍부터 차용하고자 시도했다.

## 개요
니체가 정신질환으로 인해 무력했으나 살아있던 동안 많은 독일인들은 그의 저서 차라투스트라는 이렇게 말했다에서 더 큰 영웅적 개인주의와 성격 발달에 대한 호소를 발견했으며, 그 호소에 서로 다른 방식으로 반응했다. 그는 1890년대에 좌익 독일인들 사이에서 약간의 추종자를 확보했다. 니체의 아나키스트적 영향은 특히 프랑스와 미국에서 강했다.
제1차 세계대전 무렵, 독일 군인들은 선물로 차라투스트라는 이렇게 말했다의 사본을 받기도 했다. 드레퓌스 사건은 그의 수용에 대한 또 다른 사례를 보여준다. 프랑스의 반유대주의 우파는 알프레드 드레퓌스를 옹호한 유대인과 좌파 지식인을 "니체주의자"라고 불렀다. 정반대 진영에서 이처럼 모순적으로 수용된 것은 니체 사상 수용의 역사에서 전형적인 사례이다. 한 연구자는 프랑스 파시즘의 부상과 관련해 "최근의 많은 연구에서 강조했듯 니체는 "좌파" 프랑스 이념과 이론에 중요한 영향을 미쳤으나, 그의 작품이 우파도 좌파도 아닌 프랑스 파시즘의 융합에도 결정적이었다는 사실을 간과해선 안 된다"고 언급했다.
20세기의 많은 정치 지도자들은 적어도 피상적으로는 니체의 사상에 익숙했다. 그러나 그들이 실제로 그의 작품을 읽었는지 여부를 판단하는 것은 항상 가능한 것은 아니다. 가령 히틀러와 관련해 논쟁이 있다. 일부 저자는 그가 니체를 전혀 읽지 않았거나 읽었더라도 폭넓게 읽지 않았다고 주장한다. 히틀러는 니체의 인용문이 독일 전역의 신문에 자주 게재됐던 시기인 빈에 있는 동안에 니체의 인용문에 익숙해졌을 가능성이 높다. 그럼에도 불구하고 다른 사람들은 히틀러의 탁상 담화에서 독재자가 "위대한 사람들"이라고 부르는 사람들에 대해 말할 때 니체를 언급한 인용문을 지적하여 히틀러가 니체의 작품에 익숙했을 수 있음을 나타낸다.  Melendez(2001)와 같은 다른 저자는 히틀러와 니체의 엄청난 반평등주의 및 "위버멘쉬" 개념의 유사점을 지적한다. 이 용어는 히틀러와 무솔리니가 소위 "아리아 인종"을 지칭하거나 파시스트 계책 이후의 그들의 미래 전망을 지칭하는 데 자주 사용했다. 영향력있는 나치 이념가인 알프레드 로젠베르크도 나치즘을 니체의 이념과 연관시키는 연설을 했다. 대체로 니체가 반유대주의와 민족주의에 적대감을 가졌음에도 불구하고 나치는 니체철학을 선택적으로 사용했고 결국 이런 관련성으로 인해 제2차 세계대전 이후 니체의 명성이 떨어졌다.
한편, 무솔리니는 일찍이 이념적으로 파시즘을 형성하는 데 있어서 니체, 빌프레도 파레토 등에 대한 강의를 들었다는 것이 알려져 있다. 유대인이었던 무솔리니의 여자친구 마르게리타 사르파티는 강경사회주의에서 영성주의적, 금욕적 파시즘으로의 무솔리니의 "개종"에서 니체가 사실상 변혁의 요인이었다고 말한다: "1908년 그는 "힘의 철학"이라는 제목의 니체에 대한 글에서 현대사회에서의 초인의 역할에 대한 자신의 개념을 제시했다."
니체가 대륙철학에 미친 영향은 제2차 세계대전 이후 극적으로 커졌다.

## 니체와 아나키즘
19세기 동안 니체는 그의 글에서 평등주의적 아나키스트들에 대해 분명히 부정적인 견해를 지니고 있었음에도 불구하고 아나키즘 운동과 자주 연관됐다. 그럼에도 불구하고 니체의 사상은 1890년대에 시작된 역사적 아나키스트 운동의 주요 인물들로부터 강력한 관심을 불러일으켰다. 최근 연구에 의하면 "구스타프 란다우어, 엠마 골드만 등은 이러한 사상이 제공하는 기회와 그들 자신의 정치와 관련된 위험에 대해 성찰했다. 예를 들어 권력 의지나 니체 작품에서의 여성의 지위의 의미에 관한 격렬한 논쟁은 표트르 크로포트킨과 같은 가장 격렬한 비평가들에게도 그들 자신의 이론을 개발할 수 있는 생산적인 단서를 제공했다. 최근에는 포스트아나키즘이라는 새로운 흐름이 니체의 사상을 언급하면서도 니체 아니키즘의 역사적 변형을 무시했다. 이는 포스트아나키즘의 혁신적 잠재력에 의문을 제기한다."
어떤 사람들은 아나키즘에 반대하는 니체의 폭력적 입장이 (적어도 부분적으로는) 그의 사상과 막스 슈티르너의 그것 사이의 대중적 연관짓기의 결과일 수 있다고 특정 근거를 들어 가설한다.
"아나키스트들이 니체에게 끌린 데에는 여러가지 이유가 있었다: 국가에 대한 증오, "무리"의 무의미한 사회적 행동에 대한 혐오, 반기독교주의, 시장과 국가가 문화 생산에 미치는 영향에 대한 불신, "초인"에 대한 욕망, 즉 주인도 노예도 아닌 새로운 인간에 대한 욕망, 예술가를 원형삼아 무엇에도 근거않는 새로운 세계의 자기 창조에 "예"라고 말할 수 있는 황홀하고 창조적인 자아에 대한 찬사, 그리고 계급투쟁에 대한 맑스주의적 개념과 선형적 역사의 변증법에 반대하여 변화의 원천으로서 "가치의 재평가"를 주장한 것"이라고 스펜서 선샤인은 썼다.
선샤인에 의하면 "이 목록은 니체에 대한 수십차례의 강의를 하고 그를 명예 아나키스트로 명명한 엠마 골드만과 같은 문화지향적 아나키스트에 국한되지 않는다. 친니체적 아나키스트에는 Salvador Seguí와 아나키 페미니스트 Federica Montseny와 같은 1930년대의 저명한 스페인 CNT-FAI 회원들, 루돌프 로커와 같은 아나르코생디칼리스트 투사, 심지어는 스페인 아나키스트 프로젝트를 뒷받침하기 위해 니체의 '가치의 재평가' 개념을 인용한 젊은 머레이 북친도 포함된다." 또한 유럽의 개인주의 아나키스트 서클에서 니체의 영향력은 에밀 아르망과 렌조 노바토레와 같은 사상가/활동가에게서 분명히 드러난다. 좀 더 최근의 포스트좌파 아나키즘에서 니체는 하킴 베이와 볼피 란트스트라이허의 사상 속에도 존재한다.

## 니체와 파시즘

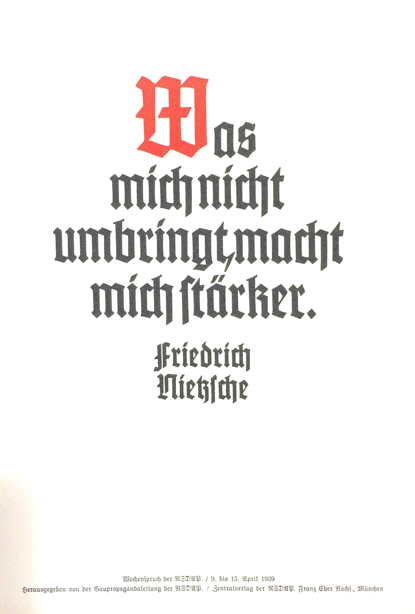
Wochenspruch der NSDAP 1939년 4월 9일: "나를 죽이지 않는 것은 나를 더 강하게 만든다."

이탈리아와 독일의 파시스트 정권은 니체사상을 주장하고, 그 사상에서 영감받았는 입장을 밝히고 싶어했다. 1932년 니체의 여동생인 엘리자베스 푀르셔니체는 베니토 무솔리니의 100 Days의 독일 초연에서 아돌프 히틀러로부터 장미 꽃다발을 받았고, 1934년 히틀러는 개인적으로 그녀에게 "위대한 전사에게"라는 문구가 적힌 니체의 무덤에 바칠 화환을 선물했다. 또한 1934년 엘리자베스는 니체가 가장 좋아하는 지팡이를 주었고, 히틀러는 니체의 흰색 대리석 흉상의 눈을 응시하는 모습이 사진에 담겼다. 하인리히 호프만의 인기 전기 아무도 모르는 히틀러(1938년까지 거의 50만부가 팔림)에는 "독일의 민족사회주의자와 이탈리아의 파시스트라는 두 가지 위대한 대중 운동을 촉발시킨 사상을 가진 독일 철학자의 흉상 앞에 선 총통"이라는 해설문과 함께 이 사진이 실려있다.
니체는 프랑스 파시스트들에게서도 인기 있었으며 아마도 로버트 S. 위스트리히가 지적했듯 교리적 진실성이 더 강했을 것이다.
"파시스트" 니체는 무엇보다도 괴사적인 계몽주의의 "합리성"의 영웅적 반대자이자, 무리지어 움직이는 가게주인들의 시대에 전쟁과 폭력을 미화한 일종의 영적 활력론자로 여겨졌으며, 이는 전간기의 반맑스주의 혁명에 영감주었다. 프랑스 파시스트 피에르 드리외라로셸에 의하면, 그의 동지들의 신비주의적 주의주의와 정치적 행동주의에 영감준 것은 의지의 자기목적적 힘에 대한 니체의 강조였다. 그러한 정치화된 독해는 1930년대에 니체(대중정치를 혐오한 사상가)와 "파시스트 반동주의자" 사이의 "급진적인 비양립성"을 확립하고자 했던 또 다른 프랑스 작가, 사회공산주의 아나키스트 조르주 바타유에 의해 격렬하게 거부됐다. 그는 나치에의 봉사로 강제당한 니체에게는 나치의 범게르만주의, 인종주의, 군국주의, 반유대주의보다 더 이질적인 것은 없다고 주장했다. 여기서 바타유는 재치있었으나 그의 관습적인 변증법적 수완없이 반쪽짜리 진실을 결합했다.

이탈리아 파시즘 내에서 니체의 영향은 이탈리아 시인 가브리엘레 단눈치오를 통해 크게 전달됐는데, 그는 이탈리아에서 가장 초기의 니체주의자 중 한 명이자 니체 작품의 번역가였다. 이탈리아 사회당과 관계맺던 동안 니체의 작품에 관심가진 베니토 무솔리니에게 니체는 영향 미쳤다. 1924년 8월, 로마의 팔라초 베네치아에서 열린 파시스트당 국민회의 창립회의에서 무솔리니는 다음과 같이 말했다.
독일 철학자[프리드리히 니체]는 '위험하게 살라'고 말했다. 나는 이것이 열정적이고 젊은 이탈리아 파시즘의 모토가 되길 바란다. '위험하게 살라.' 이것은 조국과 파시즘을 수호하는 데 있어서 모든 것, 모든 희생, 모든 위험, 모든 행동에 대비하는 것을 의미해야한다. 파시스트가 생각하는 삶은 진지하고 엄격하며 종교적이다. 그것은 전적으로 정신의 책임감 있고 도덕적인 힘에 의해 움직이는 세상에서 살아간다. 파시스트는 편리한 삶을 멸시해야한다. 그의 신조는 영웅주의이고 부르주아의 신조는 이기심이다. 마지막으로 파시즘은 인간을 개인을 초월하는 법과 의지와 숭고한 관계로 보는 종교적 개념이다. 파시즘에 있어서 세상은 인간이 다른 모든 사람들과 고립된 개인이며, 자신 안에 존재하고, 이기적이고 순간적인 쾌락의 삶만을 살도록 이끄는 법에 의해 지배되는 표면적인 물질적 세상이 아니다. 파시즘은 현세기에 대한 반발과 타락하고 불가지론적인 유물론에 대한 반발로 탄생했다.

무솔리니가 종종 니체를 다양한 맥락에서 언급하고 인용했음에도 불구하고, 이탈리아 백과사전의 공식적 정의에서 니체는 파시즘의 영감의 원천으로 인정받지 못했다.
나치당의 활동가였던 독일 철학자 마르틴 하이데거는 당시 모든 사람이 니체를 '찬성'하거나 '반대'했다고 지적하면서, 이 사상가는 "지구적 지배의 본질에 대해 성찰하라는 명령"을 들었다고 주장했다. 앨런 D. 슈리프트는 이 구절을 인용해 "하이데거가 니체가 지구적 지배에 대해 성찰하고 준비하라는 명령을 받았다고 본 것은 모든 사람이 니체에 대해 찬성 혹은 반대 입장으로 생각한다는 그의 지적보다 덜 흥미롭다. 특히, '니체'를 자신의 지적 선배나 경쟁자의 사상에 맞서거나 경쟁에 뛰어드는 전장으로 설정하는 표현은 20세기에 매우 자주 발생했다."
바타유와는 반대로 토마스 만, 알베르 카뮈 등은 니체가 푈키셔-대중주의적 사회주의와 민족주의("민족사회주의")에 대해 극렬하게 증오했음에도 불구하고 나치 운동은 특정 강조점에서 민주주의, 평등주의, 공산주의-사회주의 사회 모델, 대중적 기독교, 의회 정부 및 기타 여러가지에 대한 그의 맹렬한 공격을 포함하여 니체의 사상과 유사성을 공유한다고 주장했다. 권력에의 의지에서 니체는 때론 은유적으로, 때론 은유적이면서 문자적으로 전쟁과 전사의 숭고함을 칭찬했으며 "지구의 군주"가 될 국제적 지배 종족을 예고했다. 여기서 니체는 유대인을 긍정적으로 수용하는, 게르만의 우월한 종족이 아닌 구원없이는 생각없이 존재하며 비참하고 서민적이며 추악한 인류의 "구원자"로서 문화적으로 세련된 신제국주의 엘리트인, 카이사르주의 유형의 범유럽주의를 언급하고 있었다.
나치는 니체의 극도로 구식이고 반(半)봉건적인 여성관에서 차용하거나 오히려 영감받았다. 니체는 현대 페미니즘을 민주정과 사회주의와 함께 허무주의의 평등주의적 평준화 운동으로 멸시했다. "남자는 전쟁을 위해 훈련돼야하고 여자는 전사의 생식을 위해 훈련돼야한다. 그 밖의 모든 것은 어리석음이다"라고 직설적으로 선언했으며, 적어도 여성의 사회적 역할 측면에서 나치 세계관과 통합됐다: "여성은 부엌에 속하며 삶에서 가장 중요한 역할은 독일 전사를 위해 아이를 낳는 것이다." 이는 니체가 그의 "귀족적 급진주의" 정치에서 나치와 모순되지 않은 한 가지 영역이다.
전간기 동안, 일부 나치는 니체의 작품을 매우 선택적으로 읽어 그들의 이념을 전파했는데, 특히 알프레드 바움러는 니체의 반사회주의와 반민족주의(니체에겐 둘 다 현대성의 똑같이 경멸스러운 대중적 무리운동임)라는 사실을 권력에의 의지에 대한 해석에서 현저하게 생략했다. 나치 통치 시대(1933~1945)에는 니체의 글이 독일(그리고 1938년 이후에는 오스트리아) 학교와 대학에서 널리 연구됐다. 니체가 평민적-민족주의적 반유대주의와 우월주의적 독일 민족주의에 대한 혐오감을 가능한 가장 직설적인 용어로 표현했음에도 불구하고(예: 그는 "배신적인 인종사기에 연루된 자와는 아무런 상관을 갖지 않기로" 결심했다), "권력에의 의지"와 같은 문구가 나치 집단에서 흔해졌다. 나치들 사이에서 니체가 널리 인기를 끌게 된 것은 부분적으로 니체가 1889년에 발광한 후 그의 작품을 편집한 그의 여동생 엘리자베스 푀르셔니체의 노력에서 비롯된 것이었으며, 그년 결국 나치 동조자가 됐다. 마지노 몬티나리는 1960년대에 니체의 사후 작품을 편집하면서 푀르셔니체가 권력에의 의지를 구성하는 사후 단편을 편집하면서 발췌문을 삭제하고 순서를 바꿨으며 맥락에서 벗어나 그를 인용하는 등의 일을 했다는 사실을 발견했다.
니체는 지적으로 더 통찰력있거나 열성적인 파시스트들 사이에서 보편적으로 따뜻한 환영을 받지 못했다. 가령, "광적인 나치 작가인 쿠르트 폰 베스테르하겐은 그의 책 니체, 유대인, 반유대인 (1936)에서 '유대인에 대한 지나친 찬사와 지지로 인해 마이스터 리하르트 바그너가 선언한 게르만 원칙에서 벗어나게 된 니체의 결함있는 성격'을 폭로할 때가 왔다고 발표했다."
니체를 파시스트 혹은 더 나쁘게는 나치라고 부르는 것의 진짜 문제는 니체의 귀족주의가 정치에 대한 오래된 개념을 되살리려한다는 사실을 무시한다는 것이다. 니체는 이 개념을 그리스의 agon에서 찾았는데, [...] 이는 한나 아렌트가 우리 시대에 전개한 행동철학과 놀라울 정도로 유사하다. 이와 같은 유사성을 알게되면 니체의 정치 사상을 '파시스트' 혹은 나치라고 설명하는 것이 터무니없다는 게 쉽게 드러난다.

## 니체와 시오니즘
Jacob Golomb는 "니체의 사상은 최초의 히브리 시오니스트 작가와 지도자들에게 널리 전파되었고 그들에 의해 차용되었다"고 관찰했다. Steven Aschheim에 의하면, "본질적으로 세속적이고 현대화하는 운동인 고전적 시오니즘은 유대 전통과 이를 지원하는 기관들의 위기를 예민하게 알고 있었다. 니체는 운동의 과거와의 파열된 관계 및 정상화를 추구하는 힘 및 히브리적 신인을 자기창조하는 행동주의 이상을 표현한 권위자로 여겨졌다.
Francis R. Nicosia는 "1895년과 1902년 사이에 명성이 절정에 달했을 때 니체의 일부 사상은 테오도르 헤르츨을 포함한 일부 시오니스트들에게 특별한 공감을 불러일으켰던 것 같다"고 언급한다. 그가 편집장으로 재임할 당시 Neue Freie Presse는 7개 호를 연속으로 니체 부고 기사에 할애했고 Golomb는 헤르츨의 사촌 Raoul Auernheimer가 헤르츨이 니체를 알고 있었으며 "그의 스타일을 흡수했다"고 주장했다고 언급한다.
그러나 가브리엘 셰퍼는 헤르츨이 너무 부르주아적이고 주류 사회에 받아들여지길 너무 간절히 바랐기에 혁명가(더욱이 "귀족적" 혁명가)가 될 수 없었으며 따라서 니체의 강한 영향을 받을 수 없었을 것이라고 제안하지만, "요세프 하임 브레너와 미카 요제프 베르디체프스키와 같은 일부 동유럽 유대인 지식인들은 시오니즘이 유대인 사회 내에서 니체의 "가치의 재평가"의 기회를 제공한다고 생각했기에 헤르츨을 따랐다"고 언급한다. 니체는 테오도르 레싱에게도 영향을 미쳤다.
마르틴 부버는 니체를 영웅적 인물로 칭찬하며 그에게 매료됐고, "시오니스트 문제에 니체적 관점을 도입"하고자 노력했다. 1901년, 세계 시오니스트 조직의 주요 간행물인 Die Welt의 편집자로 임명된 부버는 Zarathustrastil(니체의 차라투스트라는 이렇게 말했다를 연상시키는 스타일)에 유대 문학, 예술, 학문의 복귀를 촉구하는 시를 발표했다.
초기 시오니스트 연설가이자 논란있는 인종 인류학자였던 막스 노르다우는 니체가 태어났을 때부터 미쳤다고 주장했으며 "그의 제자들을 [...] 히스테리적이고 멍청하다고 몰아붙이는 것"을 옹호했다.

## 니체, 분석심리학과 정신분석학
분석심리학을 창시한 정신과 의사이자 정신분석가인 칼 융은 일찍부터 니체의 심오함을 인식했다. "바젤의 학생으로서 융이 니체사상에 사로잡힌 때로부터 정신분석 운동의 주요인물이 된 날까지 융은 니체의 작품과 대화하면서 자신의 사상을 읽고 점점 더 발전시켰다. ... 그러나 니체가 융에게 미친 정확한 영향을 풀어내는 것은 복잡한 일이다. 융은 니체가 자신의 개념에 미친 정확한 영향을 공개적으로 언급한 적이 없고, 자신의 사상을 니체사상과 연결시켰을 때도 문제의 사상이 니체에서 영감을 받은 것인지 아니면 나중에 유사점을 발견한 것인지 거의 명확히 밝히지 않았다." 1934년에 융은 니체의 차라투스트라에 대한 길고 통찰력있는 세미나를 열었다. 1936년에 융은 오늘날의 독일인들이 게르만 신화에서 "폭풍과 광란의 신, 열정과 전투의 욕망을 풀어주는 신"인 보탄으로 알려진 심령적 힘에 붙잡히거나 사로잡혔다고 설명했다. 융은 보탄이 니체의 디오니소스와 동의어라고 말했다. 노르웨이 브뤼겐의 브뤼겐 비문에서 발견된 12세기의 막대기에는 주민들이 토르와 보탄에게 도움을 요청하는 룬 문자 메시지가 새겨져있다. 토르는 독자를 받아들이고 보탄은 그들을 소유하라는 요청을 받았다. "니체는 융에게 용어(디오니소스)와 사례 연구(정신에서 작용하는 디오니소스의 예인 차라투스트라)를 제공해 그가 자신의 시대 정신에 대한 생각을 말로 표현할 수 있게끔 도왔다. 그 시대는 집단무의식에서 보탄/디오니소스 정신이 쇄도하는 시대였다. 간단히 말해 이것이 융이 니체를 보게 된 경위이며, 그가 사상가로서 니체에 매료된 이유를 설명한다."
니체는 또한 심리치료사이자 개인심리학 학파의 창시자인 알프레드 아들러에게 중요한 영향을 미쳤다. 지그문트 프로이트의 전기 작가이자 개인적 지인인 어니스트 존스에 의하면, 프로이트는 니체를 "지금까지 살았거나 살아있을 가능성이 있는 어떤 사람보다도 자신에 대해 보다 더 꿰뚫는 지식을 가지고 있다"고 자주 언급했다. 그러나 존스는 또한 프로이트가 니체의 글이 자신의 심리적 발견에 영향을 미쳤다는 것을 단호히 부인했다고 보고한다. 1870년대에 비엔나 대학교에서 교육받으면서 철학 교사인 프란츠 브렌타노와 돈독한 관계를 맺고 아리스토텔레스와 루트비히 포이어바흐에 대한 열정을 얻은 프로이트는 1890년대에 자신의 아이디어가 니체의 아이디어와 융합될 가능성을 예민하게 알고 있었고 그 결과 그 철학자를 읽는 것을 완강히 거부했다. 정신분석에 대한 맹렬하지만 동정적인 비판인 정신분석 운동에서 어네스트 겔너는 니체가 흄과 스미스의 편심스럽고 비현실적인 계몽주의 심리학과 대조적으로 현실적인 심리학을 정교화하기 위한 조건을 제시한 것으로 묘사하고, 프로이트와 정신분석 운동의 성공을 이 "니체의 최소 기준"을 충족한 데 크게 기반을 두고 있다고 평가한다.

## 20세기 초 사상가들
20세기 초반 니체를 읽었거나 니체의 영향을 받은 사상가로는 다음과 같다. 철학자 마르틴 하이데거, 루트비히 비트겐슈타인, 에른스트 윙어, 테오도르 아도르노, 게오르그 브란데스, 마르틴 부버, 카를 야스퍼스, 앙리 베르그송, 장폴 사르트르, 알베르 카뮈, 레오 스트라우스, 미셸 푸코, 율리우스 에볼라, 에밀 시오랑, 미겔 데 우나무노, 레프 셰스토프, 아인 랜드, 호세 오르테가 이 가세트, 루돌프 슈타이너, 무하마드 이크발. 사회학자 페르디난트 퇴니스와 막스 베버. 작곡가 리하르트 슈트라우스, 알렉산드르 스크랴빈, 구스타프 말러, 프레더릭 딜리어스. 역사가 오스발트 슈펭글러, 페르낭 브로델 및 폴 벤. 신학자 폴 틸리히 및 토마스 J. J. 알타이저. 신비주의자 알리스터 크롤리와 Erwin Neutzsky-Wulff. 소설가 프란츠 카프카, 조지프 콘래드, 토머스 만, 헤르만 헤세, 찰스 부코스키, 니코스 카잔차키스, 앙드레 지드, 크누트 함순, 아우구스트 스트린드베리, 제임스 조이스, D. H. 로렌스, 블라디미르 바르톨과 피오 바로하. 심리학자 지크문트 프로이트, 오토 그로스, 칼 구스타프 융, 알프레드 아들러, 아브라함 매슬로, 칼 로저스, 롤로 메이, 카지미에 다브로프스키. 시인 John Davidson, 라이너 마리아 릴케, 월리스 스티븐스, W. B. 예이츠. 화가 살바도르 달리, 바실리 칸딘스키, 파블로 피카소,  마크 로스코. 극작가 조지 버나드 쇼, 앙토냉 아르토 그리고 유진 오닐. 그리고 저자 H. P. 러브크래프트, 올라프 스테이플던, Menno ter Braak, 리처드 라이트, 로버트 E. 하워드 그리고 잭 런던.  미국 작가 H. L. 멘켄은 니체의 작품을 열렬히 읽고 번역했으며 "미국의 니체"라는 별명을 얻었다. 그의 책에서 멘켄은 니체를 반평등주의 귀족 혁명의 지지자로 묘사했는데, 이는 니체에 대한 좌익의 해석과 극명하게 대조되는 묘사이다. 니체는 엠마 골드만에 의해 명예 아나키스트로 선언됐고, 그는 Guy Aldred, 루돌프 로커, Max Cafard 및 John Moore와 같은 다른 아나키스틀에게 영향을 미쳤다.
인기있는 보수 작가, 철학자, 시인, 저널리스트이자 가톨릭교의 신학적 옹호자인 G. K. 체스터턴은 니체사상을 경멸하며, 그의 철학을 기본적으로 서구 문학의 독이나 죽음의 소원으로 여겼다.
나는 애국심에 대한 세계주의적 경멸이 단지 의견의 문제라고 생각하지 않는다. 연민에 대한 니체적 경멸이 단지 의견의 문제라고 생각하지 않는 것과 마찬가지다. 나는 둘 다 너무나 끔찍한 이단이라고 생각하는데, 그들의 치료는 단순히 의학적이 아니라면 정신적이라기보단 도덕적이어야한다. 사람들이 항상 질병으로 죽는 것은 아니고 사람들이 항상 망상으로 저주받는 것은 아니다. 그러나 그들이 그것에 영향받는한 그것에 의해 파괴된다.— 1919년 5월 31일, Illustrated London News

토마스 만의 에세이는 니체를 존경과 심지어 숭배의 대상으로 언급하나, 그의 마지막 에세이 중 하나인 "최근 역사에 비추어 본 니체의 철학"은 나치즘과 제2차 세계대전의 관점에서 그가 가장 좋아하는 철학자를 살펴보고 니체를 더욱 비판적인 거리에 두는 결과를 낳았다. 특히 예술가와 미학에 대한 니체의 많은 아이디어가 만의 작품 전반에 통합되고 탐구됐다. 존재의 미적 정당화라는 주제는 니체가 그의 초기 저술인 "비극의 탄생"에서 숭고한 예술을 존재의 유일한 형이상학적 위안으로 선언하면서 도입됐다. 그리고 파시즘과 나치즘의 맥락에서, 도덕이 없고 창조적 계급에 봉사하는 계급 위계에 의해 질서잡힌 정치의 니체의 미화는 현대 사상가들에게 많은 문제와 의문을 제기했다. 만의 1947년 소설 파우스트 박사의 등장인물 중 하나는 허구적으로 니체를 대표한다. 1938년 독일 실존주의자 카를 야스퍼스는 니체와 쇠렌 키르케고르의 영향에 대해 다음과 같이 썼다.
현대 철학적 상황은 두 철학자 키르케고르와 니체가 그 시대엔 중요하지 않았고, 오랫동안 철학사에서 영향을 행사하지 못했으나, 계속해서 중요성이 커졌다는 사실에 의해 결정된다. 헤겔 이후의 철학자들은 점점 그들과 마주하기 위해 돌아왔고, 그들은 오늘날 그 시대의 진정한 위대한 사상가로서 의심의 여지없이 서 있다. [...] 두 사람의 영향은 헤아릴 수 없을 정도로 크고, 기술철학보다 일반적인 사고에서 더욱 크다.

버트런드 러셀은 그의 저서 서양철학사에서 니체에 대한 장에서 그의 작품이 "병든 사람의 단순한 권력 환상"이라고 불리지 않을 수 있을 지 묻고 니체를 "과대망상자"라고 부르며 헐뜯었다:
그의 백일몽에서 그는 교수가 아니라 전사라는 것은 분명하다. 그가 존경하는 모든 남자는 군인이었다. 모든 남자와 마찬가지로 그의 여성에 대한 의견은 그들에 대한 자신의 감정을 대상화한 것이며, 그 감정은 분명히 두려움이었다. "채찍을 잊지 마라"--하지만 열 중 아홉 명의 여성이 그에게서 채찍을 빼앗을 것이고, 그는 이를 알고 있었기에 여성을 피했고, 불친절한 말로 상처받은 허영심을 달랬다. [...] [그는] 두려움과 증오로 가득 차서 인류에 대한 자발적인 사랑이 그에겐 불가능해 보인다. 그는 모든 두려움 없는 초인의 고집스러운 자존심에도 불구하고, 그럴 마음이 없기에 고통을 주지 않는 사람을 생각해 본 적이 없다. 링컨이 지옥에 대한 두려움 때문에 그렇게 행동했다고 생각하는 사람이 있을까? 그러나 니체에겐 링컨이 비천하고 나폴레옹이 위대하다. [...] 난 니체를 싫어한다. 그는 고통에 대한 숙고를 좋아하고, 자만심을 의무로 만들고, 그가 가장 존경하는 사람들이 정복자이고, 그들의 영광은 사람들을 죽게 하는 영리함이다. 하지만 나는 그의 철학에 반대하는 궁극적인 주장은 불쾌하나 내면적으로 자의식적인 윤리에 반대하는 주장과 마찬가지로 사실에 대한 호소가 아닌 감정에 대한 호소에 있다고 생각한다. 니체는 보편적 사랑을 멸시한다. 난 그것이 세상에 대한 나의 모든 욕망의 원동력이라고 느낀다. 그의 추종자들은 활동기에 있으나, 우린 그것이 빠르게 끝나가길 바랄 수 있다.— 러셀, 서양철학사

마찬가지로 작가 P. G. 우드하우스가 창조한 가상의 하인 Reginald Jeeves는 바뤼흐 스피노자의 팬으로, 그의 고용주인 Bertie Wooster에게 니체보다 스피노자의 작품을 추천했다.
귀하는 니체를 즐기지 못할 겁니다, 선생님. 그는 근본적으로 건전하지 않습니다.— 우드하우스, 캐리 온 지브스

## 니체와 제1차 세계대전
제1차 세계대전은 당시 "행동하는 니체" 혹은 "유럽-니체 전쟁" 혹은 "앵글로-니체 전쟁"이라고 불렸는데, 이는 민족 감정이 기독교와 사회주의 이상을 압도했기 때문이다.

## 니체와 제2차 세계대전

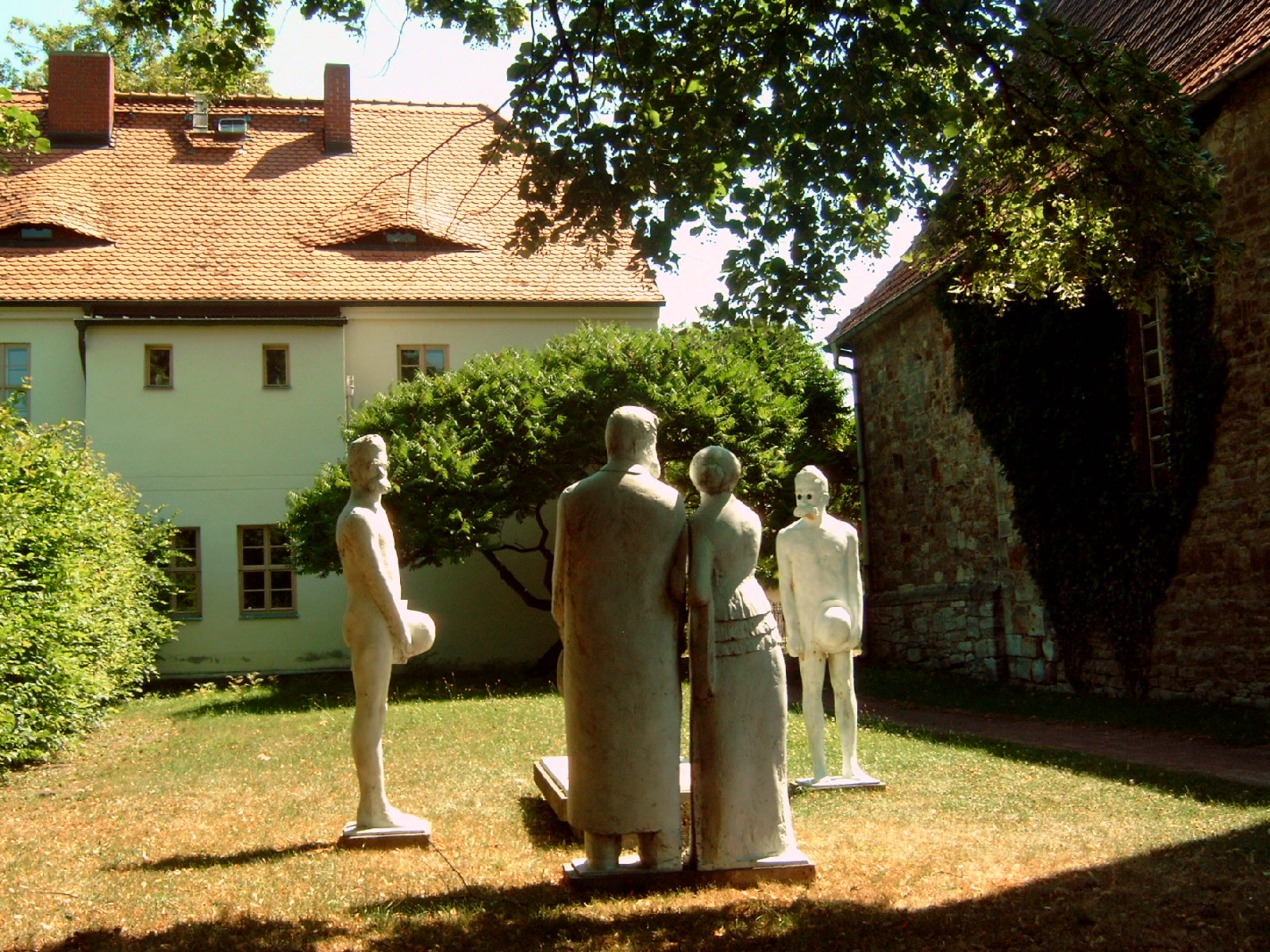
독일 뢰켄에 있는 니체의 무덤 근처에 있는 클라우스 프리드리히 메서슈미트의 조각품 Das Röckener Bacchanal (2000).

나치가 니체의 저작을 차용하고 분석철학이 부상하면서 영국과 미국의 학계 철학자들은 적어도 1950년까지 니체를 거의 완전히 무시했다. 삶과 작품이 어느정도 유사점을 보이는 미국의 철학자 조지 산타야나조차도 1916년 저서 독일 철학에서의 이기주의에서 니체를 "낭만주의 예언자"로 폄하했다. 분석철학자들은 니체를 언급할 때 철학자라기보단 문학가로 규정했다. 영어권에서 니체가 현재 누리고 있는 위상은 유대계 독일인인 미국 철학자 월터 카우프만과 영국 학자 RJ 홀링데일의 주석적 저술과 개선된 니체 번역에 크게 힘입은 바가 크다.
니체가 대륙철학에 미친 영향은 제2차 세계대전 이후 극적으로 커졌는데, 특히 프랑스 좌파 지식인과 포스트구조주의자들 사이에서 큰 영향을 미쳤다.
철학자 르네 지라르에 의하면, 니체의 가장 위대한 정치적 유산은 조르주 바타유, 피에르 클로소프스키, 미셸 푸코, 질 들뢰즈 (그리고 펠릭스 가타리), 자크 데리다를 포함한 20세기 프랑스 해석자들에게 있다. 이 철학 운동(바타유의 작업에서 시작됨)은 프랑스 니체주의로 불린다. 가령, 푸코의 후기 저술은 니체의 계보학적 방법을 수정해 (정치 이론의 자유주의 전통에서 피력된 것처럼) 정치를 통합하기보단 분열하고 파편화하는 반토대주의 권력이론을 개발했다. 니체의 좌파 해석자 중 가장 앞선 인물로 평가받는 들뢰즈는 많은 비난을 받았던 "권력의지" 이론을 맑스의 상품잉여 개념과 프로이트의 욕망 개념과 함께 사용해 리좀과 전통적으로 인식된 국가권력의 "외부"와 같은 개념을 표현했다.
질 들뢰즈와 피에르 클로소프스키는 니체의 작품에 새로운 관심을 끌기 위해 단행본을 썼고, 1972년 세리시라살에서 열린 회의는 한 세대의 니체에 대한 반응으로는 프랑스에서의 가장 중요한 행사로 평가받고 있다. 독일에서는 1980년대부터 니체에 대한 관심이 되살아났는데, 특히 니체에 대한 여러 에세이를 쓴 독일 철학자 페터 슬로터다이크가 그 중 하나이다. 독일 역사가 에른스트 놀테는 파시즘과 나치즘을 분석한 그의 문헌에서 니체를 반계몽주의 세력이자 모든 현대적 "해방 정치"의 적으로 제시했고, 놀테의 판단은 열정적인 대화를 불러일으켰다.
최근 몇 년 동안 니체는 분석철학 전통의 구성원들에게도 영향을 미쳤는데, 버나드 윌리엄스는 그의 마지막 완성작인 Truth And Truthfulness: An Essay In Genealogy(2002)를 썼다. 그 전에 아서 단토는 그의 책 철학자로서의 니체(1965)에서 분석철학자가 니체에 대해 처음으로 장편으로 연구한 내용을 발표했다. 그 후 알렉산더 네헤마스는 그의 책 니체: 문학으로서의 삶(1985)를 썼다.

## 중요한 옹호자들
- 페터 슬로터다이크
- 게오르그 브라네스
- 발터 카우프만